# Egert Malts
Egert Malts (ur. 16 września 1986 w Otepää) – estoński skoczek narciarski. Uczestnik mistrzostw świata juniorów (2002 i 2004) oraz zimowego olimpijskiego festiwalu młodzieży Europy (2003). Medalista mistrzostw kraju.

## Przebieg kariery
Malts do rywalizacji w oficjalnych zawodach międzynarodowych rozgrywanych pod egidą FIS po raz pierwszy przystąpił w grudniu 2001 roku, dwukrotnie odpadając w kwalifikacjach do konkursów Pucharu Kontynentalnego w Lahti. W swojej karierze nigdy nie zdobył punktów zawodów tej rangi. Najlepszy rezultat zanotował 22 sierpnia 2004 w Lillehammer, gdzie w ramach letniej edycji tego cyklu zajął 52. lokatę.
Dwukrotnie wystąpił w mistrzostwach świata juniorów – w 2002 zajął 56. pozycję w konkursie indywidualnym, a dwa lata później był 45. w rywalizacji indywidualnej i 15. w zmaganiach drużynowych. W 2003 wziął także udział w zimowym olimpijskim festiwalu młodzieży Europy – indywidualnie uplasował się na 31. lokacie, a drużynowo zajął 11. pozycję.
W oficjalnych zawodach międzynarodowych rozgrywanych pod egidą FIS po raz ostatni wystąpił 5 marca 2005 w Lahti, gdzie z reprezentacją Estonii wziął udział w konkursie drużynowym Pucharu Świata – Malts został jednak zdyskwalifikowany, a Estończycy zajęli ostatnie, 9. miejsce. Był to jednocześnie jego jedyny start w zawodach najwyższej rangi.
Wielokrotnie stawał na podium mistrzostw Estonii w skokach narciarskich. W zimowych zmaganiach cztery razy zdobył mistrzostwo kraju w konkursach drużynowych (2003, 2004, 2005 i 2008), a raz sięgnął po brązowy medal tych zmagań (2006). Z kolei w letnim czempionacie w rywalizacji drużynowej zdobył po trzy złote (2002, 2004 i 2005) oraz brązowe medale (2001, 2003 i 2006).
Dwukrotnie (2003 i 2005) stawał również na najniższym stopniu podium letnich mistrzostw Estonii w kombinacji norweskiej w zmaganiach indywidualnych. Ponadto wielokrotnie zdobywał medale mistrzostw kraju w obu dyscyplinach w kategoriach juniorskich (do lat 16, 18 i 20).
Po zakończeniu startów w skokach narciarskich i kombinacji norweskiej brał udział w rozgrywkach lig regionalnych w koszykówce.

## Mistrzostwa świata juniorów

### Indywidualnie
| 2002 Schonach | – | 56. miejsce |
| 2004 Stryn    | – | 45. miejsce |

### Drużynowo
| 2004 Stryn | – | 15. miejsce |

### Starty E. Maltsa na mistrzostwach świata juniorów – szczegółowo
| Miejsce | Dzień       | Rok  | Miejscowość | Skocznia          | Punkt K | Konkurs  | Skok 1 | Skok 2 | Nota                  | Strata    | Zwycięzca         |
| ------- | ----------- | ---- | ----------- | ----------------- | ------- | -------- | ------ | ------ | --------------------- | --------- | ----------------- |
| 56.     | 26 stycznia | 2002 | Schonach    | Langenwaldschanze | K-90    | indywid. | 63,0 m | 75,0 m | 130,5 pkt             | 125,0 pkt | Janne Happonen    |
| 15.     | 5 lutego    | 2004 | Stryn       | Bjørkelibakken    | K-90    | druż.    | 79,5 m | 82,0 m | 593,0 pkt (185,0 pkt) | 362,0 pkt | Austria           |
| 45.     | 7 lutego    | 2004 | Stryn       | Bjørkelibakken    | K-90    | indywid. | 80,5 m | 79,5 m | 182,0 pkt             | 91,5 pkt  | Mateusz Rutkowski |

## Zimowy olimpijski festiwal młodzieży Europy

### Indywidualnie
| 2003 Bled/Planica | – | 31. miejsce |

### Drużynowo
| 2003 Bled/Planica | – | 11. miejsce |

### Starty E. Maltsa na zimowym olimpijskim festiwalu młodzieży Europy – szczegółowo
| Miejsce | Dzień       | Rok  | Miejscowość | Skocznia           | Punkt K | Konkurs  | Skok 1 | Skok 2 | Nota                  | Strata    | Zwycięzca  |
| ------- | ----------- | ---- | ----------- | ------------------ | ------- | -------- | ------ | ------ | --------------------- | --------- | ---------- |
| 31.     | 28 stycznia | 2003 | Planica     | Srednija velikanka | K-90    | indywid. | 73,0 m | 85,0 m | 174,0 pkt             | 93,0 pkt  | Jon Aaraas |
| 11.     | 29 stycznia | 2003 | Planica     | Srednija velikanka | K-90    | druż.    | 76,0 m | 80,0 m | 488,5 pkt (172,0 pkt) | 283,0 pkt | Słowenia   |

## Puchar Kontynentalny

### Miejsca w poszczególnych konkursachPucharu Kontynentalnego
| Sezon 2001/2002                                                               |           |         |         |            |           |              |           |           |           |           |         |         |         |         |               |               |           |           |           |           |            |               |               |           |               |               |            |           |          |        |           |           |        |        |         |               |               |           |           |        |        |           |           |           |        |        |        |        |        |        |        |        |        |        |        |        |        |        |        |        |        |        |        |        |        |        |        |        |        |
| Velenje                                                                       | Velenje   | Villach | Villach | Oberstdorf | Rælingen  | Rælingen     | Calgary   | Calgary   | Park City | Park City | Oberhof | Ruka    | Ruka    | Lahti   | Lahti         | Sankt Moritz  | Engelberg | Innsbruck | Sapporo   | Sapporo   | Sapporo    | Bischofshofen | Bischofshofen | Ishpeming | Ishpeming     | Courchevel    | Courchevel | Lauscha   | Westby   | Westby | Braunlage | Braunlage | Gallio | Gallio | Planica | Iron Mountain | Iron Mountain | Schönwald | Schönwald | Zaō    | Zaō    | Vikersund | Vikersund | Vikersund | punkty |        |        |        |        |        |        |        |        |        |        |        |        |        |        |        |        |        |        |        |        |        |        |        |        |
| -                                                                             | -         | -       | -       | -          | -         | -            | -         | -         | -         | -         | -       | -       | -       | q       | q             | -             | -         | -         | -         | -         | -          | -             | -             | -         | -             | -             | -          | -         | -        | -      | -         | -         | -      | -      | -       | -             | -             | -         | -         | -      | -      | -         | -         | -         | 0      |        |        |        |        |        |        |        |        |        |        |        |        |        |        |        |        |        |        |        |        |        |        |        |        |
| Sezon 2004/2005                                                               |           |         |         |            |           |              |           |           |           |           |         |         |         |         |               |               |           |           |           |           |            |               |               |           |               |               |            |           |          |        |           |           |        |        |         |               |               |           |           |        |        |           |           |           |        |        |        |        |        |        |        |        |        |        |        |        |        |        |        |        |        |        |        |        |        |        |        |        |        |
| Rovaniemi                                                                     | Rovaniemi | Lahti   | Lahti   | Harrachov  | Harrachov | Sankt Moritz | Engelberg | Engelberg | Seefeld   | Planica   | Planica | Sapporo | Sapporo | Sapporo | Bischofshofen | Bischofshofen | Lauscha   | Lauscha   | Braunlage | Braunlage | Brotterode | Brotterode    | Westby        | Westby    | Iron Mountain | Iron Mountain | Vikersund  | Vikersund | Zakopane | punkty | punkty    | punkty    | punkty | punkty | punkty  | punkty        | punkty        | punkty    | punkty    | punkty | punkty | punkty    | punkty    | punkty    | punkty | punkty | punkty | punkty | punkty | punkty | punkty | punkty | punkty | punkty | punkty | punkty | punkty | punkty | punkty | punkty | punkty | punkty | punkty | punkty | punkty | punkty | punkty | punkty | punkty |
| dq                                                                            | dq        | 69      | 73      | -          | -         | 75           | dq        | 71        | 77        | -         | -       | -       | -       | -       | -             | -             | -         | -         | -         | -         | -          | -             | -             | -         | -             | -             | -          | -         | -        | 0      | 0         | 0         | 0      | 0      | 0       | 0             | 0             | 0         | 0         | 0      | 0      | 0         | 0         | 0         | 0      | 0      | 0      | 0      | 0      | 0      | 0      | 0      | 0      | 0      | 0      | 0      | 0      | 0      | 0      | 0      | 0      | 0      | 0      | 0      | 0      | 0      | 0      | 0      | 0      |
| Legenda                                                                       |           |         |         |            |           |              |           |           |           |           |         |         |         |         |               |               |           |           |           |           |            |               |               |           |               |               |            |           |          |        |           |           |        |        |         |               |               |           |           |        |        |           |           |           |        |        |        |        |        |        |        |        |        |        |        |        |        |        |        |        |        |        |        |        |        |        |        |        |        |
| 1 2 3 4-10 11-30 poniżej 30 dq – dyskwalifikacja - – zawodnik nie wystartował |           |         |         |            |           |              |           |           |           |           |         |         |         |         |               |               |           |           |           |           |            |               |               |           |               |               |            |           |          |        |           |           |        |        |         |               |               |           |           |        |        |           |           |           |        |        |        |        |        |        |        |        |        |        |        |        |        |        |        |        |        |        |        |        |        |        |        |        |        |

## Letni Puchar Kontynentalny

### Miejsca w poszczególnych konkursachLetniego Pucharu Kontynentalnego
| Źródło                                                                        | Źródło  | Źródło     | Źródło     | Źródło | Źródło | Źródło      | Źródło      | Źródło | Źródło | Źródło | Źródło | Źródło | Źródło | Źródło | Źródło | Źródło | Źródło | Źródło | Źródło | Źródło | Źródło | Źródło | Źródło | Źródło | Źródło | Źródło |
| ----------------------------------------------------------------------------- | ------- | ---------- | ---------- | ------ | ------ | ----------- | ----------- | ------ | ------ | ------ | ------ | ------ | ------ | ------ | ------ | ------ | ------ | ------ | ------ | ------ | ------ | ------ | ------ | ------ | ------ | ------ |
| 2004                                                                          |         |            |            |        |        |             |             |        |        |        |        |        |        |        |        |        |        |        |        |        |        |        |        |        |        |        |
| Velenje                                                                       | Velenje | Oberstdorf | Oberstdorf | Ramsau | Ramsau | Lillehammer | Lillehammer | punkty |        |        |        |        |        |        |        |        |        |        |        |        |        |        |        |        |        |        |
| -                                                                             | -       | -          | -          | -      | -      | 58          | 52          | 0      |        |        |        |        |        |        |        |        |        |        |        |        |        |        |        |        |        |        |
| Legenda                                                                       |         |            |            |        |        |             |             |        |        |        |        |        |        |        |        |        |        |        |        |        |        |        |        |        |        |        |
| 1 2 3 4-10 11-30 poniżej 30 dq – dyskwalifikacja - − zawodnik nie wystartował |         |            |            |        |        |             |             |        |        |        |        |        |        |        |        |        |        |        |        |        |        |        |        |        |        |        |